# Erginulus
Erginulus is een geslacht van hooiwagens uit de familie Cosmetidae.
De wetenschappelijke naam Erginulus is voor het eerst geldig gepubliceerd door Roewer in 1912. 

## Soorten
Erginulus omvat de volgende 29 soorten:
- Erginulus arcuatus
- Erginulus australis
- Erginulus bimaculatus
- Erginulus biserratus
- Erginulus brevispinosus
- Erginulus castaneus
- Erginulus centralis
- Erginulus clavipes
- Erginulus clavotibialis
- Erginulus crassescens
- Erginulus cristatus
- Erginulus erectispinus
- Erginulus figuratus
- Erginulus gervaisii
- Erginulus leviarcuatus
- Erginulus pectiginerus
- Erginulus pulchrus
- Erginulus quadricristatus
- Erginulus rectus
- Erginulus roeweri
- Erginulus serratifer
- Erginulus serratipes
- Erginulus serratofemoralis
- Erginulus simplicipes
- Erginulus singularis
- Erginulus sinuosus
- Erginulus subserialis
- Erginulus triangularis
- Erginulus weyerensis

In sommige online bronnen was Erginulus albipunctata, maar blijkbaar niet overgenomen in taxonomische publicaties. 